# Thelypteris brachypoda
Thelypteris brachypoda är en kärrbräkenväxtart som först beskrevs av Bak., och fick sitt nu gällande namn av Morton. Thelypteris brachypoda ingår i släktet Thelypteris och familjen Thelypteridaceae. Inga underarter finns listade.